# Plößerlohe
Plößerlohe ist eine Wüstung im Nordosten des Oberpfälzer Landkreises Schwandorf in Bayern. Von den ehemaligen Gebäuden sind nur noch wenige Reste vorhanden und diese sind fast völlig mit Gestrüpp überwachsen.
Der Ort liegt auf 720 m Höhe nahe der deutsch-tschechischen Grenze, etwa 4,5 km nordöstlich von Schönsee in einem Wald am Fuß des Schillerberges zwischen der ehemaligen Zankmühle und der ehemaligen Dorfmühle (zu Plöss gehörig). 2 km im Nordwesten liegt Friedrichshäng.
Nach der Vertreibung 1946 kamen aus der etwa 1,5 km nordöstlich gelegenen Ortschaft Plöss über die Zankmühle und die Dorfmühle die Familien Drachsler (Heinermatz, Bauscha), Leibl (Balla-Wenzl), Lehner (Räisenmatz, Schramgirgl), und aus dem Weiler Rappauf die Familie Licha (Zankmüller, Sattlerschwarz) insgesamt 29 Personen. Sie bauten in dem sumpfigen Gelände der Plösserlohe sechs Häuser und lebten dort einige Zeit unter schwierigen Bedingungen.
Zunächst hegten sie die Hoffnung, schnell wieder in ihre Häuser auf der tschechischen Seite zurückkehren zu können.
Als diese Hoffnung sich nicht erfüllte, wanderten sie nach und nach weiter ins Landesinnere ab.
1969 wurde Plößerlohe noch als eigenständiger Ortsteil von Dietersdorf geführt und hatte noch einen Einwohner.